# Puchar Polski w piłce siatkowej mężczyzn (1959/1960)
Puchar Polski w piłce siatkowej mężczyzn 1959/1960 – 12. sezon rozgrywek o siatkarski Puchar Polski, rozgrywany od 1932 roku.

## Klasyfikacja końcowa
| Miejsce | Drużyna         |
| ------- | --------------- |
| 1.      | Górnik Katowice |
| 2.      | Legia Warszawa  |
| 3.      | Wybrzeże Gdańsk |
| 4.      | Gwardia Wrocław |